# Slamming
Slamming is bij telefonie het wisselen van carrier preselect, zonder dat de eindgebruiker daar uitdrukkelijke voorafgaande toestemming voor heeft gegeven.
Het komt voor dat een concurrerend telecombedrijf bij de huidige aanbieder aangeeft dat de klant via hen wenst te bellen, zonder dat de klant daar weet van heeft. De klant wordt daarmee zonder toestemming te hebben gegeven van carrier gewisseld.
Er doen zich ook fouten voor. Zo kan het gebeuren dat iemand ongevraagd van telefonieaanbieder wordt gewisseld omdat er een foutje zit in het opgegeven telefoonnummer. In Nederland zit de OPTA daarbovenop maar omdat er een paar elkaar tegensprekende partijen bij betrokken zijn krijgt ze er niet echt grip op.
Wel stelt de OPTA nu extra eisen, zo moet vóór het wisselen worden gecontroleerd of de postcode en het telefoonnummer daadwerkelijk op hetzelfde adres geregistreerd staan. Dit in een poging om het aantal fouten terug te dringen.